# Plateau de Beauregard
Pour les articles homonymes, voir Beauregard.
Le plateau de Beauregard est une montagne de France située en Haute-Savoie, dans la chaîne des Aravis.

## Géographie
La montagne se trouve au-dessus de Thônes à l'ouest, Les Clefs au sud-ouest, Manigod au sud, La Clusaz à l'est, Saint-Jean-de-Sixt au nord et Les Villards-sur-Thônes au nord-ouest. Il est séparé de la crête principale de la chaîne des Aravis au sud-est par le col de la Croix Fry. Le sommet de la montagne est constitué d'un plateau vallonné culminant à 1 741 mètres d'altitude, son extrémité occidentale étant représentée par la Croix de Colomban et son orientale par la pointe de Beauregard. Une partie du domaine skiable des stations de sports d'hiver de La Clusaz et de Manigod se trouve sur la montagne, notamment avec la télécabine de Beauregard qui relie La Clusaz à la pointe de Beauregard et qui permet d'accéder à des pistes de ski alpin et nordique.

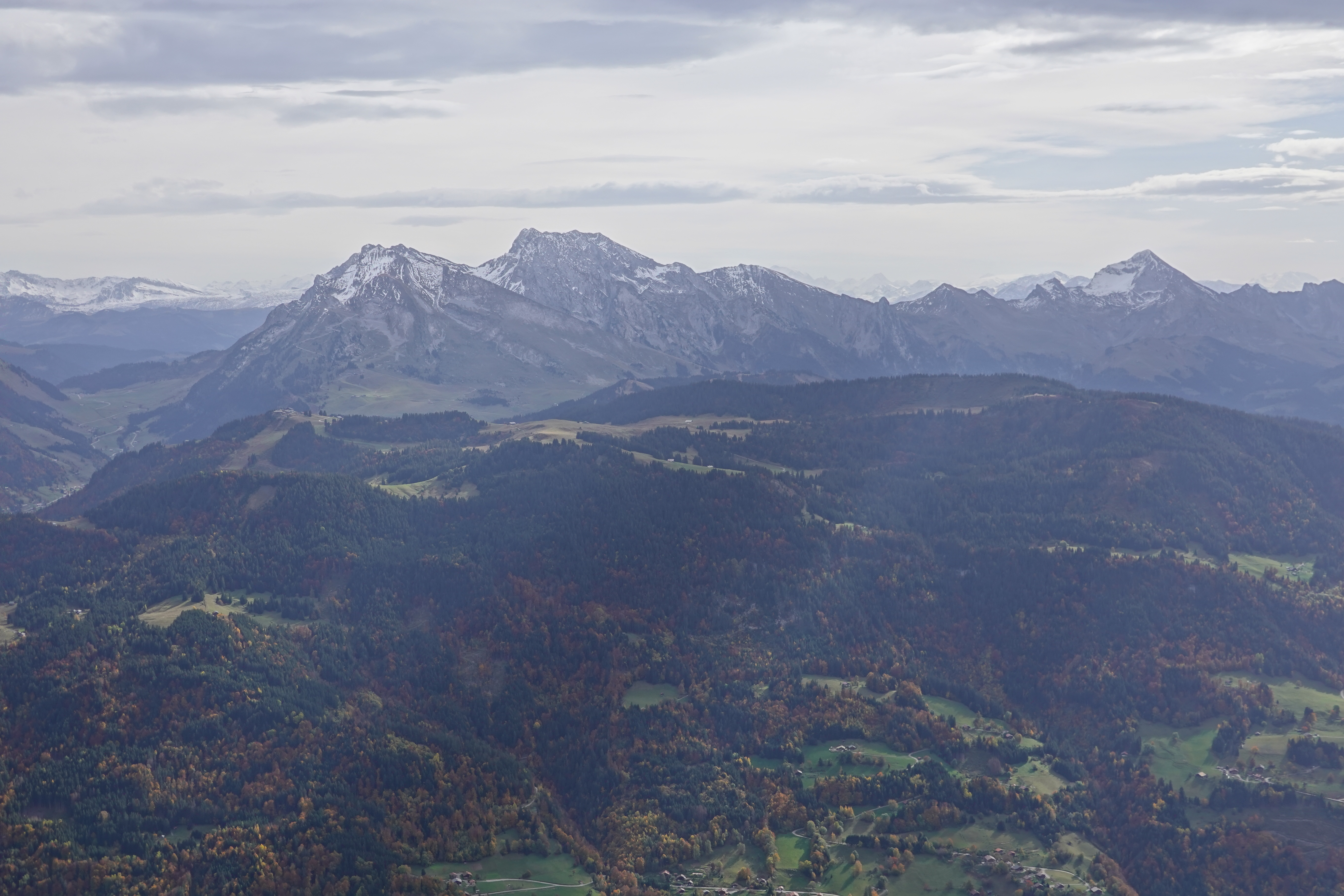
Vue du plateau de Beauregard (au centre) et de la pointe de Merdassier, de l'Étale et du mont Charvin (en arrière-plan de gauche à droite) depuis le mont Lachat au nord-ouest.
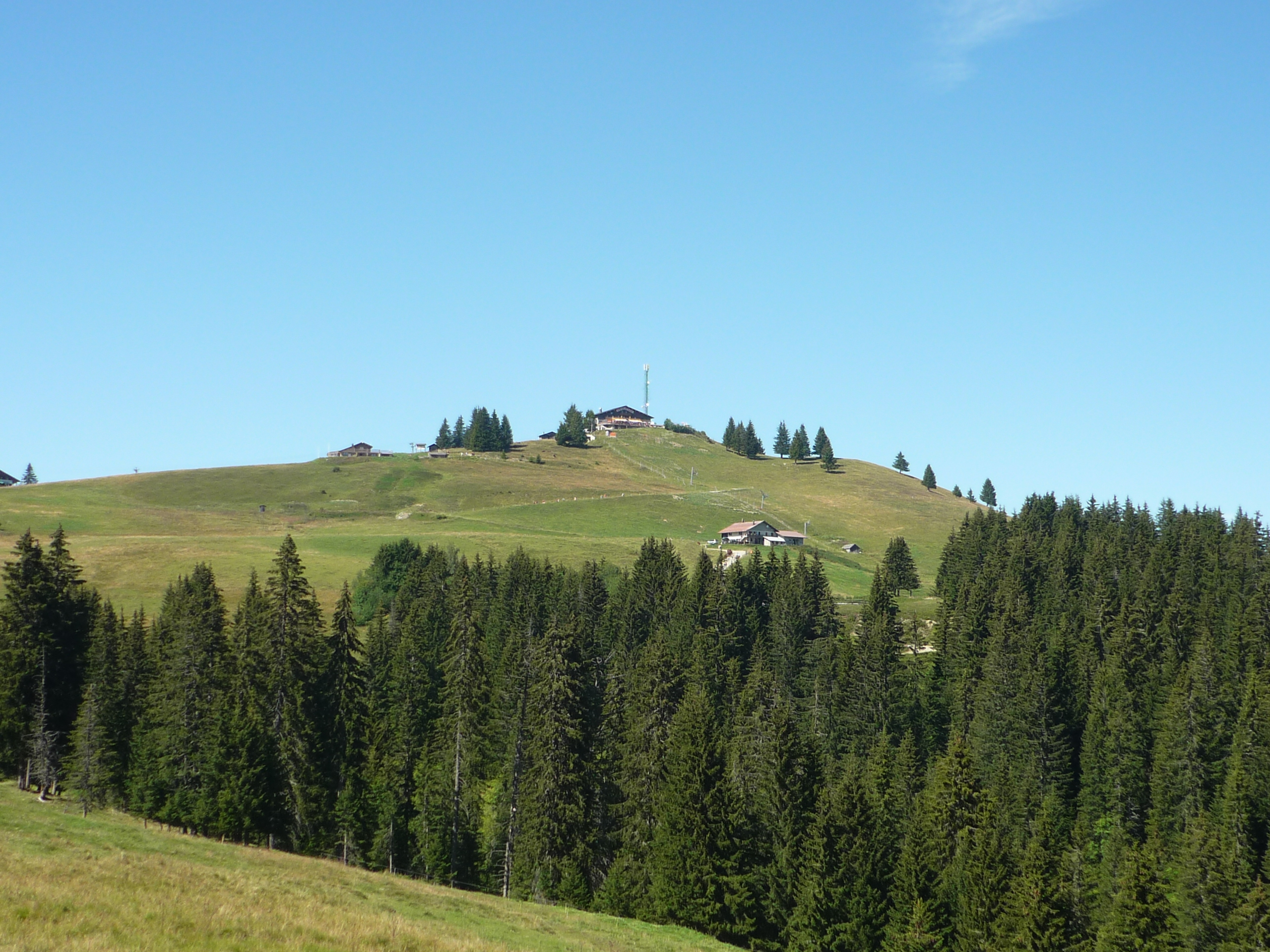
Vue de la pointe de Beauregard depuis le sud.
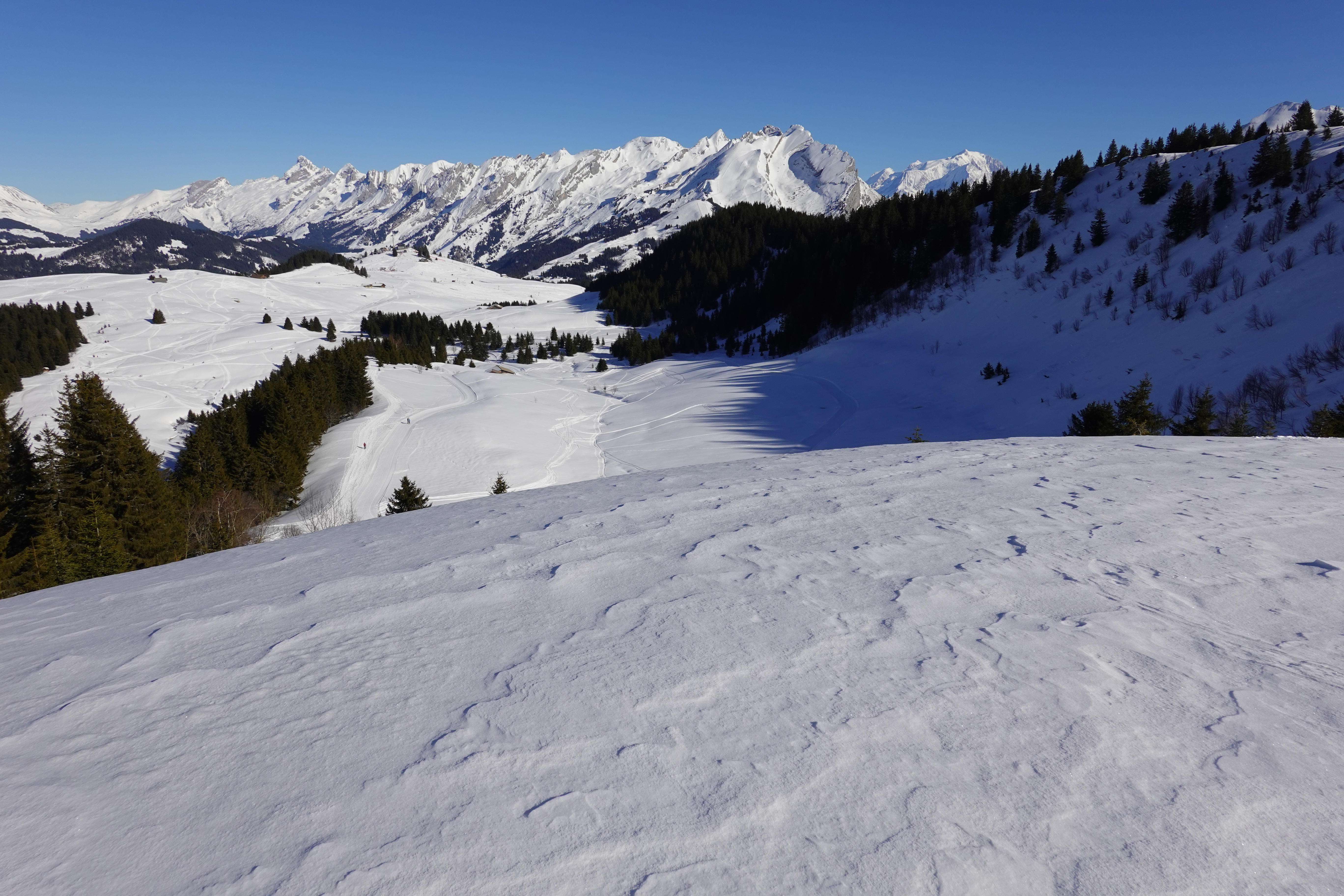
Paysage enneigé du plateau de Beauregard avec la chaîne des Aravis au dernier plan.